# Pierre-Louis-Olivier Desclozeaux
Pierre-Louis-Olivier Desclozeaux, a volte scritto Descloseaux (Versailles, 1732 – Parigi, 4 luglio 1816), è stato un avvocato e giurista francese di idee monarchiche, coinvolto, in seguito all'esecuzione di Luigi XVI e Maria Antonietta, nella preservazione e ritrovamento dei resti dei sovrani.

## Biografia

### Carriera
Pierre-Louis-Olivier Desclozeaux, citato spesso nei documenti solo come "Pierre Desclozeaux" oppure "Olivier Desclozeaux", fu, prima della rivoluzione, avvocato al Parlamento di Parigi. Attivo in politica locale nella prima parte della rivoluzione, era stato membro della Società degli Amici della Costituzione, i futuri giacobini, ma si ritirò dopo l'abolizione della monarchia, quando i moderati lasciarono il club. Riuscì a vivere tranquillamente attraverso il Terrore, senza essere turbato.
Visse dal 1789 con il genero, l'avvocato Dominique-Emmanuel Daujon, al 48 di rue d'Anjou, vicino al cimitero della Madeleine, dove furono sepolti i condannati a morte eseguiti tra il 1792 e l'estate del 1794. Con un piccolo gruppo di fedeli realisti, registrò giorno per giorno l'identità dei 1343 deceduti e conservò i registri.

### Custode delle tombe reali

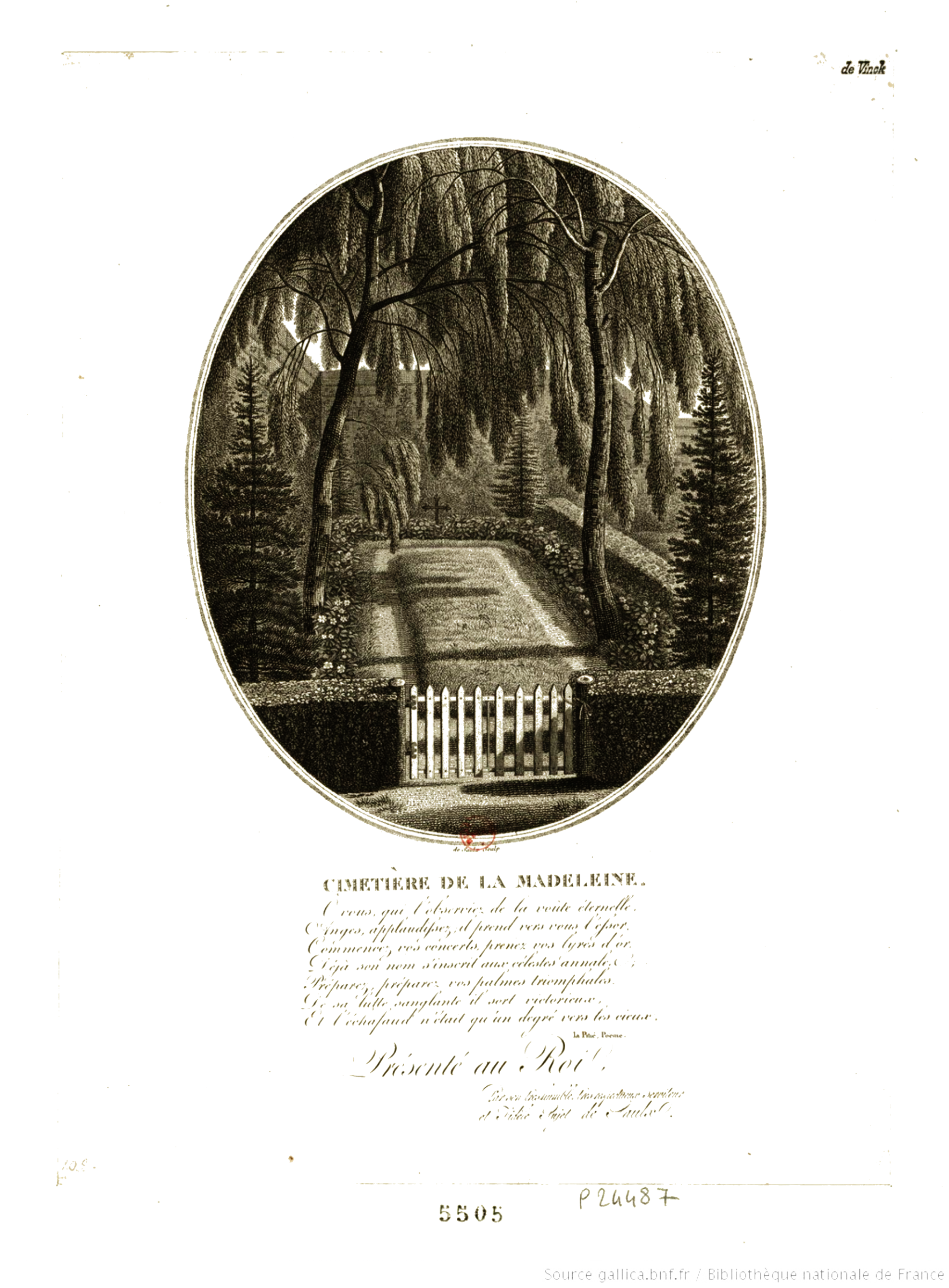
Disegno della sepoltura originale di Luigi XVI, sistemata da Desclozeaux.

Si sforzò anche di memorizzare il luogo preciso in cui furono sepolti i principali, in particolare Luigi XVI e Maria Antonietta. Questa locazione fu difficile perché c'erano muri attorno all'appezzamento. Aveva circoscritto approssimativamente il luogo in cui erano sepolti i corpi e, in seguito, fece circondare il quadrato di una siepe con due salici piangenti e cipressi, al fine di salvaguardare i resti della coppia reale e degli altri sepolti nel cimitero.
Il 25 giugno 1796, il terreno del cimitero fu venduto a un falegname e scalpellino, Isaac Jacot. Quest'ultimo fallì e, il 3 giugno 1802, l'immobile fu messo all'asta dal tribunale. Desclozeaux, rimasto un fervente monarchico, lo acquistò e fece svolgere dei lavori per consolidare le mura. Pauline de Tourzel, amica della famiglia reale e figlia di Madame de Tourzel, l'ultima governante dei figli di Francia, fece visita all'avvocato nel 1803, in età napoleonica, e Desclozeaux le mostrò le sepolture reali.
Nel 1814, ospitò Madame Royale, ritornata in Francia dopo diciannove anni, mostrandole le sepolture dei genitori. Scrive Antonia Fraser nella sua biografia di Maria Antonietta:

### Ruolo nel ritrovamento dei resti di Luigi XVI e Maria Antonietta
L'11 gennaio 1815, vendette la sua casa e il vecchio cimitero a Luigi XVIII, che, dopo aver riesumato i resti dei sepolti, vi fece costruire la Cappella Espiatoria, in memoria di Luigi XVI e Maria Antonietta, accanto alla Chiesa della Madeleine, situata oggi vicino all'attuale Boulevard Haussmann, a Parigi. La ricerca dei loro corpi iniziò il 18 gennaio 1815 alle 8 del mattino, seguendo quanto testimoniato da Desclozeaux e avvalendosi della sua partecipazione alle operazioni, alla presenza di importanti personalità come: Dambray, cancelliere di Francia; il conte di Blacas, ministro e segretario di Stato; Monsieur le Bailli de Crussol, Pari di Francia; Monsieur de Lafare, vescovo di Nancy, cappellano della duchessa d'Angoulême; il dottor Distel, chirurgo di Luigi XVIII.
(Louis-Edmé Barbier, Notice sur l'exhumation de leurs majestés Louis XVI, et Marie-Antoinette, 1815, riportato anche in: Didier Oudinot, Les mystères du Trianon: voyages vers l'au-delà, JMG, 2003.)
Secondo Chateaubriand, membro della commissione di controllo, la testa di Maria Antonietta era riconoscibile dalla particolare forma della bocca che gli ricordava il sorriso che lei gli aveva rivolto a Versailles il 30 giugno 1789. Furono rinvenuti alcuni capelli e le due giarrettiere che la regina indossava il giorno dell'esecuzione. Il principe di Poix, lo stesso che nel 1770 era andato ad accogliere con la delegazione francese la quattordicenne Maria Antonietta su un'isola del Reno, cadde svenuto alla vista dei resti della sovrana. Chateaubriand, nelle Memorie d'oltretomba, scrive che: "La regina gettandomi uno sguardo con un sorriso, mi fece quel saluto grazioso che mi aveva già fatto il giorno della mia presentazione. Non dimenticherò mai quello sguardo che doveva estinguersi [di lì a] poco. Maria Antonietta, sorridendo, disegnò così bene la forma della sua bocca, che il ricordo di quel sorriso (cosa orrenda) mi fece riconoscere la mascella della figlia del re, quando si scoprì la testa della infelice nelle esumazioni del 1815."
Le ossa ancora intatte furono poste in una scatola. La calce trovata nella bara fu raccolta e posta in un'altra scatola. Le due scatole furono trasportate nel soggiorno di Desclozeaux, trasformato in cappella. Le esumazioni furono fatte in relativa fretta per essere concluse prima del Te Deum del 21 gennaio, anniversario della decapitazione del re. I corpi dei sovrani furono infatti solennemente traslati nella necropoli reale della basilica di Saint-Denis il 21 gennaio.

### Ultimi anni

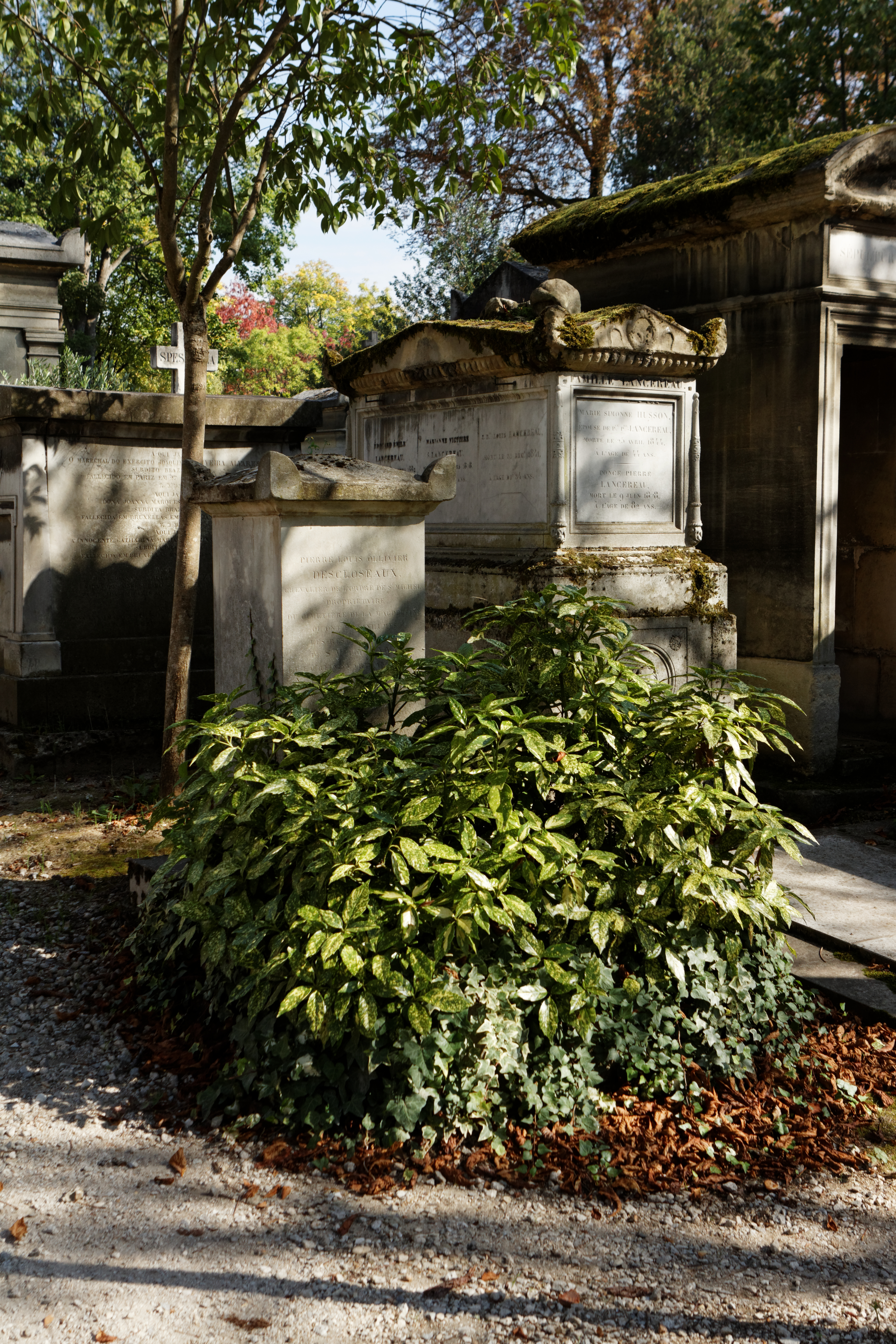
La tomba di Desclozeaux.

Ricevette dal re una pensione reversibile per le sue due figlie e l'Ordine di San Michele. Morì a Parigi il 4 luglio 1816 e fu sepolto al cimitero di Père-Lachaise. I monarchici francesi rendono ancora omaggio alla sua tomba.